# LHC@home

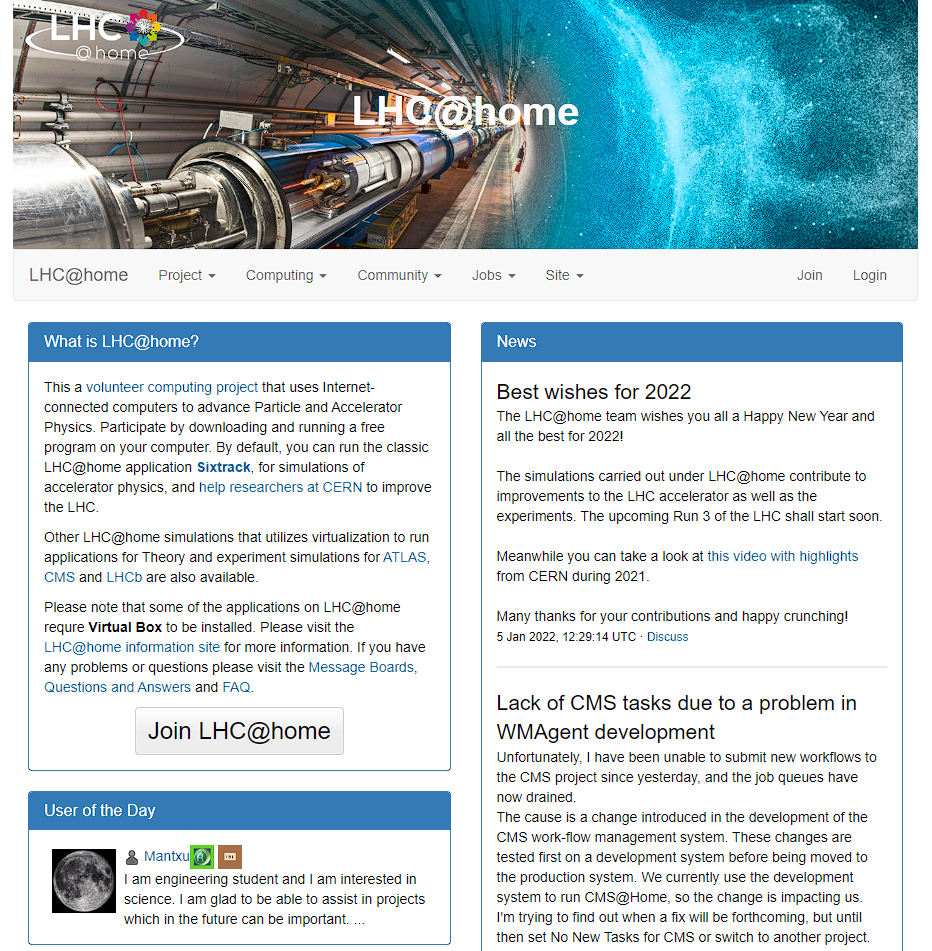
Captura de pantalla de la página web LHC@home

LHC@home es un proyecto de computación distribuida que corre en la plataforma informática Berkeley Open Infrastructure for Network Computing (BOINC). El proyecto es organizado por voluntarios, en nombre de la Organización Europea para la Investigación Nuclear (CERN). Su meta principal es el mantenimiento y la mejora del Gran Colisionador de Hadrones (LHC), que entró en actividad en septiembre de 2008. Data del proyecto es utilizada por los ingenieros para mejorar la operación y eficiencia del acelerador, y para predecir posibles problemas que podrían ocurrir al ajustar o modificar el equipamiento del LHC.  El proyecto es administrado por voluntarios, y no recibe fondos de CERN.
Usuarios de BOINC que estén considerando unirse al proyecto deberían saber que LHC@home sólo ocasionalmente envía trabajo (workunits); el proyecto es usado para las consideraciones de diseño y reparaciones relacionadas al LHC. No existen planes para usar el proyecto para hacer cómputos en la data recolectada por el LHC.

## Un proyecto del colisionador de CERN
El proyecto fue primeramente introducido en su fase beta el 1 de septiembre de 2004 y un récord de 1000 usuarios se inscribieron dentro de 24 horas. El 29 de septiembre, el proyecto se volvió público, con un límite de 5000 usuarios, para conmemorar el 50.° aniversario de CERN. Actualmente no existe límite de usuarios ni cualificaciones.

### Software del proyecto
El software del proyecto involucra el uso de un programa llamado "SixTrack", creado por Frank Schmidt, descargado vía BOINC hacia los computadores de los participantes corriendo Windows o Linux. SixTrack simula partículas siendo aceleradas a través del LHC de 27 km de largo para encontrar su estabilidad orbital.
- En una workunit, 60 partículas son simuladas dando 100 000 o 1 000 000 vueltas, que tomaría alrededor de 10 segundos en el mundo real.
- La data de la estabilidad orbital es usada para detectar si una partícula se sale de su órbita y choca contra las paredes del tubo—si esto ocurre muy a menudo en el mundo real, esto causaría daño al acelerador que requeriría reparaciones.
- A principios de noviembre, una versión experimental del SixTrack empezó a ser enviada a los computadores.
- Garfield es una nueva aplicación, aunque no muchas workunits han sido enviadas últimamente.[1][2]